# مقتل أليسون باركر وآدم وارد
في 26 أغسطس 2015، قام فستر لي فلاناغان بقتل كل من أليسون باركر البالغة من العمر 24 عاما والمصور الصحفي آدم وارد البالغ من العمر 27 عاما عندما كانا يجريان مقابلة تلفزيونية حية قرب بحيرة جبل سميث في مونيتا، فيرجينيا، لقناة WDBJ التابعة لCBS. وتعرضت فيكي اغاردنر العضو في "غرفة تجارة بحيرة جبل سميث"، لعيار ناري في الظهر أثناء الهجوم ولكنها نجت من الموت.

## الضحايا
- أليسون باركر (19 أغسطس 1991 - 26 أغسطس 2015) نشأت في مرتينسفيل، ولاية فرجينيا، تعمل مراسلة لمحطة WDBJ منذ عام 2014.
- آدم وارد (1988 - 26 أغسطس 2015 ) ولد في مدينة سالم، فيرجينيا، ويعمل في المحطة منذ 2011.
- فيكي غاردنر هي مديرة غرفة تجارة بحيرة جبل سميث الإقليمي.

## ردود الفعل
صرح الرئيس الأمريكي باراك أوباما أنه حزن على جريمة القتل . ودعى أولفي تيري حاكم فيرجينيا على تويتر إلى تشديد مراقبة بيع الأسلحة النارية. وقدم سيناتور فيرجينيا مارك وارنر التعازي إلى اسرة باركر ووارد
.